# De fortabte sjæles ø
De fortabte sjæles ø (lett. "L'isola delle anime perdute") è un film del 2007 diretto da Nikolaj Arcel.

## Trama
Nel 1871 i membri di una loggia occulta che lotta contro le forze del male intrappolano un pericoloso negromante, a costo della vita della loro guida: decidono di dividersi tra di loro le pagine del loro libro magico affinché questo non cada in mani sbagliate e il negromante non possa mai essere liberato, ma uno di loro, Herman, finisce per uccidersi distrutto dal dolore della sua perdita e la sua pagina viene perduta nel tempo.
Ai giorni nostri, la quattordicenne Lulu si trasferisce da Copenaghen nella piccola città costiera di Broby dopo il divorzio dei genitori. Sola in casa per la maggior parte della giornata a causa dei lunghi turni della madre in ospedale, per vincere la noia si dedica alla sua passione per la magia, finendo per risvegliare involontariamente lo spirito irrequieto di Herman, che possiede il corpo del fratellino Sylvester. Con l'aiuto del figlio dei vicini Oliver e dell'impacciato parapsicologo Richard, Lulu cerca di far tornare tutto alla normalità e si trova ad affrontare la minaccia del redivivo negromante, alla ricerca delle pagine mancanti del libro con cui annullare la divisione tra il mondo dei vivi e quello dei morti, con sede nella famigerata Isola delle Anime Perdute.

## Produzione
Il film è stato prodotto dalla Zentropa, di cui la produttrice del precedente film di Arcel, Meta Louise Foldager, è entrata a far parte nel 2005, in co-produzione con la tedesca Pain Unlimited, la danese Nimbus Film e la svedese Memfis Film. Ha avuto un budget di 5 milioni di euro, di cui 730 mila stanziati tramite il fondo europeo Eurimages.
Le riprese sono cominciate nel giugno 2005 a Fionia, tenendosi poi anche ai Trollhättan Studios in Svezia.
Il film ha avuto una post-produzione di 18 mesi, motivata da una presenza di effetti visivi senza precedenti nella storia del cinema danese, con ben 623 inquadrature con forti elementi di computer grafica presenti, per un totale di oltre 30 minuti di film: lo studio danese Ghost Digital Production si è occupato degli effetti, che hanno preso circa un quinto dal budget.

## Distribuzione
È stato distribuito nelle sale cinematografiche danesi da Nordisk Film a partire dal 9 febbraio 2007.

## Accoglienza
Ha richiamato 194 419 spettatori al botteghino danese, rientrando tra i 15 film danesi di maggior successo dell'anno.

## Riconoscimenti
- 2008 – Premi Robert[8][9]
  - Miglior scenografia a Niels Sejer
  - Miglior trucco a Kamilla Bjerglind
  - Migliori effetti speciali a Hummer Højmark e Jeppe Nygaard Christensen
  - Miglior sonoro a Hans Christian Kock e Claus Lynge
  - Miglior film per famiglie
  - Candidatura per la miglior regia a Nikolaj Arcel
  - Candidatura per la miglior fotografia a Rasmus Videbæk
  - Candidatura per il miglior montaggio a Mikkel E. G. Nielsen
  - Candidatura per i migliori costumi a Marie Flyckt
  - Candidatura per la miglior colonna sonora a Jane Cornish
- 2008 – Premi Bodil[10][11]
  - Premio speciale agli effetti visivi 3D
  - Candidatura per il miglior attore non protagonista a Nicolaj Kopernikus

## Remake
Nel 2008 Arcel è stato ingaggiato per dirigere un remake in lingua inglese del film, prodotto dalla Strike Entertainment per Universal Pictures: tuttavia, il progetto non ha mai superato lo stadio di sviluppo.